# 妖怪ギガ
『妖怪ギガ』（ようかいギガ）は、佐藤さつきによる日本の漫画。『週刊少年サンデー』（小学館）より2017年22・23号合併号から2021年52号まで連載された。

## 概要
作中に登場する様々な妖怪たちが、人間を脅かしたり、逆に懲らしめられたり、時には助けたりする姿を描いている。1話完結型で様々な妖怪が登場するオムニバス形式と、妖怪「クロ」を描いた連作シリーズの2部構成となっている。

## 登場キャラクター

### 妖怪
クロ
本作の主人公。頭巾を被った童のような妖怪であり、取りついた人間を危険や災いから護っている。

### 人間
芹澤 誠治（せりざわ せいじ）
眼鏡をかけたサラリーマンの男性。幼いころからクロに取りつかれている。取引先の真琴に想いを寄せている。

槇村 真琴（まきむら まこと）
和装の若い女性。父の工場が誠治の取引先となっており、工場で作られたネジを誠治の会社に配達している。

## 書誌情報
- 佐藤さつき『妖怪ギガ』小学館〈少年サンデーコミックス スペシャル〉、全11巻
  1. 2017年9月15日発売[3][4]、ISBN 978-4-09-143026-7
  2. 2018年3月12日発売[5]、ISBN 978-4-09-143026-7
  3. 2018年9月12日発売[6]、ISBN 978-4-09-143026-7
  4. 2019年3月12日発売[7]、ISBN 978-4-09-143026-7
  5. 2019年10月11日発売[8]、ISBN 978-4-09-143026-7
  6. 2020年3月12日発売[9]、ISBN 978-4-09-143026-7
  7. 2021年7月16日発売[10]、ISBN 978-4-09-850663-7
  8. 2021年8月18日発売[11]、ISBN 978-4-09-850682-8
  9. 2022年1月18日発売[12]、ISBN 978-4-09-850883-9
  10. 2022年2月18日発売[13]、ISBN 978-4-09-851017-7
  11. 2022年3月17日発売[14]、ISBN 978-4-09-851018-4